# تينفوشي
تينفوشي (المعروفة أحيانًا باسم فورت فوشيت) هي منطقة وقاعدة عسكرية في بلدية أم العسل بولاية تندوف ،الجزائر تتصل بالطريق السريع الوطني N50 عبر طريق محلي قصير شمالاً.  وهي موقع مطار تنفوشي. 